# Сварабхакти
Сварабхакти (санскр. svarabhakti) — термин, заимствованный у древнеиндийских грамматиков для обозначения гласного, который развивается путём анаптиксиса внутри группы согласных.

## Описание процесса

### Древнесаксонский[4]
прагерм. *berga-, др.-сакс. bereg

прагерм. *harma-, др.-сакс. haram

### Древнерусский
Другой термин, употребляемый наряду с названным — полногласие.

праслав. *bergъ, др.-рус. beregŭ

праслав. *sormъ, др.-рус. soromŭ